# Brani musicali dei Linkin Park

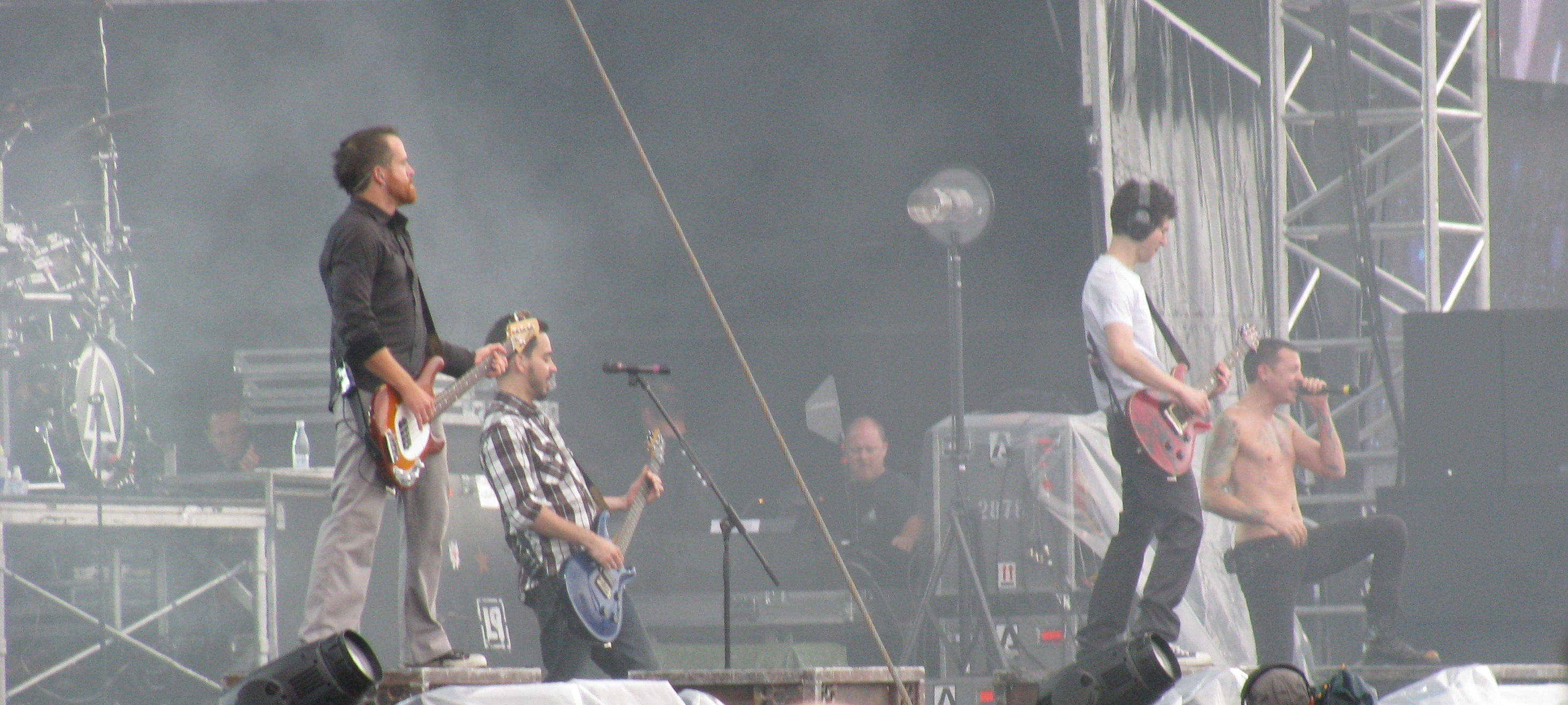
I Linkin Park sul palco del Sonisphere Festival 2009 in Finlandia

Quella che segue è una lista dei brani musicali dei Linkin Park, gruppo musicale statunitense formatosi a Los Angeles nel 1996.
In essa sono inclusi tutti i brani tratti dagli otto album in studio pubblicati dal gruppo tra il 1997 e il 2024, con l'aggiunta delle tracce bonus inedite e delle demo pubblicate negli EP destinati agli iscritti al fan club Linkin Park Underground e riedizioni commercializzate dal 2020.
Sono inoltre omesse tutte le prime versioni di brani già pubblicati e i remix dei brani originari.
| Titolo                                          | Anno | Album di provenienza                                     | Autore/i | Note                                           |
| ----------------------------------------------- | ---- | -------------------------------------------------------- | --- | ---------------------------------------------- |
| Dialate                                         | 1997 | Xero (prima cassetta)                                    | Mike Shinoda, Mark Wakefield, Clifford Smith, Robert Diggs, Corey Woods                                                                                     | Pubblicato come Xero                           |
| Fuse                                            | 1997 | Xero (prima cassetta)                                    | Mike Shinoda, Mark Wakefield | Pubblicato come Xero                           |
| Deftest                                         | 1997 | Xero (prima cassetta)                                    | Mike Shinoda, Mark Wakefield | Pubblicato come Xero                           |
| Stick n Move                                    | 1997 | Xero (prima cassetta)                                    | Mike Shinoda, Mark Wakefield | Pubblicato come Xero                           |
| Rhinestone                                      | 1997 | Xero (seconda cassetta)                                  | Brad Delson, Joe Hahn, Mike Shinoda, Mark Wakefield | Pubblicato come Xero                           |
| Reading My Eyes                                 | 1997 | Xero (seconda cassetta)                                  | Mike Shinoda, Mark Wakefield | Pubblicato come Xero                           |
| Closing                                         | 1998 | Rapology Twelve                                          | Mike Shinoda, Joe Hahn | Pubblicato come Xero                           |
| Fiends                                          | 1998 | Rapology 14                                              | Brad Delson, Joe Hahn, Mike Shinoda, Mark Wakefield | Pubblicato come Xero                           |
| Carousel                                        | 1999 | Hybrid Theory                                            | Mike Shinoda, Joe Hahn, Brad Delson, Chester Bennington, Rob Bourdon                                                                                        | Pubblicato come Hybrid Theory                  |
| Technique (Short)                               | 1999 | Hybrid Theory                                            | Mike Shinoda, Joe Hahn | Pubblicato come Hybrid Theory                  |
| Step Up                                         | 1999 | Hybrid Theory                                            | Mike Shinoda, Joe Hahn, Brad Delson | Pubblicato come Hybrid Theory                  |
| And One                                         | 1999 | Hybrid Theory                                            | Mike Shinoda, Joe Hahn, Brad Delson, Chester Bennington, Rob Bourdon                                                                                        | Pubblicato come Hybrid Theory                  |
| High Voltage                                    | 1999 | Hybrid Theory                                            | Mike Shinoda, Joe Hahn, Brad Delson | Pubblicato come Hybrid Theory                  |
| Part of Me                                      | 1999 | Hybrid Theory                                            | Mike Shinoda, Joe Hahn, Brad Delson, Chester Bennington, Rob Bourdon                                                                                        | Pubblicato come Hybrid Theory                  |
| She Couldn't                                    | 1999 | Hybrid Theory 8-track Demo                               | Mike Shinoda, Brad Delson, Chester Bennington, Brad Baker, Lance Quinn, Joe Thomas, Milo Berger, Erik Meltzer, Donnie Lewis, Yasiin Bey                     | Pubblicato come Hybrid Theory                  |
| Papercut                                        | 2000 | Hybrid Theory                                            | Chester Bennington, Joe Hahn, Brad Delson, Rob Bourdon, Mike Shinoda                                                                                        |                                                |
| One Step Closer                                 | 2000 | Hybrid Theory                                            | Chester Bennington, Joe Hahn, Brad Delson, Rob Bourdon, Mike Shinoda                                                                                        |                                                |
| With You                                        | 2000 | Hybrid Theory                                            | Chester Bennington, Joe Hahn, Brad Delson, Rob Bourdon, Mike Shinoda, Michael Simpson, John King                                                            |                                                |
| Points of Authority                             | 2000 | Hybrid Theory                                            | Chester Bennington, Joe Hahn, Brad Delson, Rob Bourdon, Mike Shinoda                                                                                        |                                                |
| Crawling                                        | 2000 | Hybrid Theory                                            | Chester Bennington, Joe Hahn, Brad Delson, Rob Bourdon, Mike Shinoda                                                                                        |                                                |
| Runaway                                         | 2000 | Hybrid Theory                                            | Chester Bennington, Joe Hahn, Brad Delson, Rob Bourdon, Mike Shinoda, Mark Wakefield                                                                        | rifacimento di Stick n Move                    |
| By Myself                                       | 2000 | Hybrid Theory                                            | Chester Bennington, Joe Hahn, Brad Delson, Rob Bourdon, Mike Shinoda                                                                                        |                                                |
| In the End                                      | 2000 | Hybrid Theory                                            | Chester Bennington, Joe Hahn, Brad Delson, Rob Bourdon, Mike Shinoda                                                                                        |                                                |
| A Place for My Head                             | 2000 | Hybrid Theory                                            | Chester Bennington, Joe Hahn, Brad Delson, Rob Bourdon, Mike Shinoda, Mark Wakefield, Dave Farrell                                                          |                                                |
| Forgotten                                       | 2000 | Hybrid Theory                                            | Chester Bennington, Joe Hahn, Brad Delson, Rob Bourdon, Mike Shinoda, Mark Wakefield, Dave Farrell                                                          | rifacimento di Rhinestone                      |
| Cure for the Itch                               | 2000 | Hybrid Theory                                            | Chester Bennington, Joe Hahn, Brad Delson, Rob Bourdon, Mike Shinoda                                                                                        |                                                |
| Pushing Me Away                                 | 2000 | Hybrid Theory                                            | Chester Bennington, Joe Hahn, Brad Delson, Rob Bourdon, Mike Shinoda                                                                                        |                                                |
| My December                                     | 2001 | One Step Closer                                          | Mike Shinoda |                                                |
| High Voltage                                    | 2001 | One Step Closer                                          | Chester Bennington, Joe Hahn, Brad Delson, Rob Bourdon, Mike Shinoda                                                                                        | rifacimento del brano omonimo del 1999         |
| A.06                                            | 2002 | Underground V2.0                                         | Chester Bennington, Joe Hahn, Brad Delson, Rob Bourdon, Mike Shinoda, Dave Farrell                                                                          |                                                |
| Dedicated (Demo 1999)                           | 2002 | Underground V2.0                                         | Mike Shinoda, Brad Delson, Joe Hahn, Chester Bennington |                                                |
| Foreword                                        | 2003 | Meteora                                                  | Chester Bennington, Joe Hahn, Brad Delson, Rob Bourdon, Mike Shinoda, Dave Farrell                                                                          |                                                |
| Don't Stay                                      | 2003 | Meteora                                                  | Chester Bennington, Joe Hahn, Brad Delson, Rob Bourdon, Mike Shinoda, Dave Farrell                                                                          |                                                |
| Somewhere I Belong                              | 2003 | Meteora                                                  | Chester Bennington, Joe Hahn, Brad Delson, Rob Bourdon, Mike Shinoda, Dave Farrell                                                                          |                                                |
| Lying from You                                  | 2003 | Meteora                                                  | Chester Bennington, Joe Hahn, Brad Delson, Rob Bourdon, Mike Shinoda, Dave Farrell                                                                          |                                                |
| Hit the Floor                                   | 2003 | Meteora                                                  | Chester Bennington, Joe Hahn, Brad Delson, Rob Bourdon, Mike Shinoda, Dave Farrell                                                                          |                                                |
| Easier to Run                                   | 2003 | Meteora                                                  | Chester Bennington, Joe Hahn, Brad Delson, Rob Bourdon, Mike Shinoda, Dave Farrell                                                                          |                                                |
| Faint                                           | 2003 | Meteora                                                  | Chester Bennington, Joe Hahn, Brad Delson, Rob Bourdon, Mike Shinoda, Dave Farrell                                                                          |                                                |
| Figure.09                                       | 2003 | Meteora                                                  | Chester Bennington, Joe Hahn, Brad Delson, Rob Bourdon, Mike Shinoda, Dave Farrell                                                                          |                                                |
| Breaking the Habit                              | 2003 | Meteora                                                  | Chester Bennington, Joe Hahn, Brad Delson, Rob Bourdon, Mike Shinoda, Dave Farrell                                                                          |                                                |
| From the Inside                                 | 2003 | Meteora                                                  | Chester Bennington, Joe Hahn, Brad Delson, Rob Bourdon, Mike Shinoda, Dave Farrell                                                                          |                                                |
| Nobody's Listening                              | 2003 | Meteora                                                  | Chester Bennington, Joe Hahn, Brad Delson, Rob Bourdon, Mike Shinoda, Dave Farrell                                                                          |                                                |
| Session                                         | 2003 | Meteora                                                  | Chester Bennington, Joe Hahn, Brad Delson, Rob Bourdon, Mike Shinoda, Dave Farrell                                                                          |                                                |
| Numb                                            | 2003 | Meteora                                                  | Chester Bennington, Joe Hahn, Brad Delson, Rob Bourdon, Mike Shinoda, Dave Farrell                                                                          |                                                |
| Sold My Soul to Yo Mama                         | 2004 | Underground 4.0                                          | Joe Hahn, Chester Bennington, Mike Shinoda |                                                |
| Standing in the Middle                          | 2004 | Underground 4.0                                          | Mike Shinoda, Motion Man, KutMasta Kurt |                                                |
| Dirt Off Your Shoulder/Lying from You           | 2004 | Collision Course                                         | Shawn Carter, Timothy Mosley, Linkin Park |                                                |
| Big Pimpin'/Papercut                            | 2004 | Collision Course                                         | Shawn Carter, Timothy Mosley, Kyambo Joshua Chad Butler, Bernard Freeman, Linkin Park                                                                       |                                                |
| Jigga What/Faint                                | 2004 | Collision Course                                         | Shawn Carter, Jonathan Burks, Timothy Mosley, Linkin Park                                                                                                   |                                                |
| Numb/Encore                                     | 2004 | Collision Course                                         | Linkin Park, Shawn Carter, Kanye West |                                                |
| Izzo/In the End                                 | 2004 | Collision Course                                         | Shawn Carter, Kanye West, Berry Gordy, Alphonzo Mizell, Freddie Perren, Deke Richards, Linkin Park                                                          |                                                |
| Points of Authority/99 Problems/One Step Closer | 2004 | Collision Course                                         | Linkin Park, Shawn Carter, Rick Rubin, Norman Landsberg, Felix Pappalardi, John Ventura, Leslie Weinstein, William Squier, Tracy Marrow, Alphonso Henderson |                                                |
| Announcement Service Public                     | 2006 | Underground 6                                            | Chester Bennington, Joe Hahn, Brad Delson, Rob Bourdon, Mike Shinoda, Dave Farrell                                                                          |                                                |
| QWERTY                                          | 2006 | Underground 6                                            | Chester Bennington, Joe Hahn, Brad Delson, Rob Bourdon, Mike Shinoda, Dave Farrell                                                                          |                                                |
| Wake                                            | 2007 | Minutes to Midnight                                      | Chester Bennington, Joe Hahn, Brad Delson, Rob Bourdon, Mike Shinoda, Dave Farrell                                                                          |                                                |
| Given Up                                        | 2007 | Minutes to Midnight                                      | Chester Bennington, Joe Hahn, Brad Delson, Rob Bourdon, Mike Shinoda, Dave Farrell                                                                          |                                                |
| Leave Out All the Rest                          | 2007 | Minutes to Midnight                                      | Chester Bennington, Joe Hahn, Brad Delson, Rob Bourdon, Mike Shinoda, Dave Farrell                                                                          |                                                |
| Bleed It Out                                    | 2007 | Minutes to Midnight                                      | Chester Bennington, Joe Hahn, Brad Delson, Rob Bourdon, Mike Shinoda, Dave Farrell                                                                          |                                                |
| Shadow of the Day                               | 2007 | Minutes to Midnight                                      | Chester Bennington, Joe Hahn, Brad Delson, Rob Bourdon, Mike Shinoda, Dave Farrell                                                                          |                                                |
| What I've Done                                  | 2007 | Minutes to Midnight                                      | Chester Bennington, Joe Hahn, Brad Delson, Rob Bourdon, Mike Shinoda, Dave Farrell                                                                          |                                                |
| Hands Held High                                 | 2007 | Minutes to Midnight                                      | Chester Bennington, Joe Hahn, Brad Delson, Rob Bourdon, Mike Shinoda, Dave Farrell                                                                          |                                                |
| No More Sorrow                                  | 2007 | Minutes to Midnight                                      | Chester Bennington, Joe Hahn, Brad Delson, Rob Bourdon, Mike Shinoda, Dave Farrell                                                                          |                                                |
| Valentine's Day                                 | 2007 | Minutes to Midnight                                      | Chester Bennington, Joe Hahn, Brad Delson, Rob Bourdon, Mike Shinoda, Dave Farrell                                                                          |                                                |
| In Between                                      | 2007 | Minutes to Midnight                                      | Chester Bennington, Joe Hahn, Brad Delson, Rob Bourdon, Mike Shinoda, Dave Farrell                                                                          |                                                |
| In Pieces                                       | 2007 | Minutes to Midnight                                      | Chester Bennington, Joe Hahn, Brad Delson, Rob Bourdon, Mike Shinoda, Dave Farrell                                                                          |                                                |
| The Little Things Give You Away                 | 2007 | Minutes to Midnight                                      | Chester Bennington, Joe Hahn, Brad Delson, Rob Bourdon, Mike Shinoda, Dave Farrell                                                                          |                                                |
| No Roads Left                                   | 2007 | Minutes to Midnight                                      | Chester Bennington, Joe Hahn, Brad Delson, Rob Bourdon, Mike Shinoda, Dave Farrell                                                                          | Traccia bonus                                  |
| We Made It                                      | 2008 | /                                                        | Trevor Smith, Marcello Valenzano, Andre Lyon Mike Shinoda, Brad Delson, Eddie Montilla                                                                      |                                                |
| You Ain't Gotsta Gotsta                         | 2008 | MMM...Cookies - Sweet Hamster Like Jewels from America!  | Mike Shinoda, Chester Bennington |                                                |
| Bubbles                                         | 2008 | MMM...Cookies - Sweet Hamster Like Jewels from America!  | Mike Shinoda, Chester Bennington |                                                |
| No Laundry                                      | 2008 | MMM...Cookies - Sweet Hamster Like Jewels from America!  | Mike Shinoda, Chester Bennington |                                                |
| Da Bloos                                        | 2008 | MMM...Cookies - Sweet Hamster Like Jewels from America!  | Mike Shinoda, Chester Bennington |                                                |
| PB N' Jellyfish                                 | 2008 | MMM...Cookies - Sweet Hamster Like Jewels from America!  | Mike Shinoda, Chester Bennington |                                                |
| 26 Lettaz in da Alphabet                        | 2008 | MMM...Cookies - Sweet Hamster Like Jewels from America!  | Mike Shinoda, Chester Bennington |                                                |
| Lockjaw                                         | 2008 | /                                                        | Mike Shinoda | regalato agli iscritti a LPU nel Natale 2008   |
| New Divide                                      | 2009 | Transformers: Revenge of the Fallen - The Album          | Chester Bennington, Joe Hahn, Brad Delson, Rob Bourdon, Mike Shinoda, Dave Farrell                                                                          |                                                |
| Across the Line (Unreleased Demo 2007)          | 2009 | LP Underground 9: Demos                                  | Chester Bennington, Joe Hahn, Brad Delson, Rob Bourdon, Mike Shinoda, Dave Farrell                                                                          |                                                |
| Not Alone                                       | 2010 | Download to Donate for Haiti                             | Chester Bennington, Joe Hahn, Brad Delson, Rob Bourdon, Mike Shinoda, Dave Farrell                                                                          |                                                |
| Pretend to Be (Unreleased Demo 2008)            | 2010 | A Decade Underground                                     | Chester Bennington, Joe Hahn, Brad Delson, Rob Bourdon, Mike Shinoda, Dave Farrell                                                                          |                                                |
| The Requiem                                     | 2010 | A Thousand Suns                                          | Chester Bennington, Joe Hahn, Brad Delson, Rob Bourdon, Mike Shinoda, Dave Farrell                                                                          |                                                |
| The Radiance                                    | 2010 | A Thousand Suns                                          | Chester Bennington, Joe Hahn, Brad Delson, Rob Bourdon, Mike Shinoda, Dave Farrell                                                                          |                                                |
| Burning in the Skies                            | 2010 | A Thousand Suns                                          | Chester Bennington, Joe Hahn, Brad Delson, Rob Bourdon, Mike Shinoda, Dave Farrell                                                                          |                                                |
| Empty Spaces                                    | 2010 | A Thousand Suns                                          | Chester Bennington, Joe Hahn, Brad Delson, Rob Bourdon, Mike Shinoda, Dave Farrell                                                                          |                                                |
| When They Come for Me                           | 2010 | A Thousand Suns                                          | Chester Bennington, Joe Hahn, Brad Delson, Rob Bourdon, Mike Shinoda, Dave Farrell                                                                          |                                                |
| Robot Boy                                       | 2010 | A Thousand Suns                                          | Chester Bennington, Joe Hahn, Brad Delson, Rob Bourdon, Mike Shinoda, Dave Farrell                                                                          |                                                |
| Jornada del muerto                              | 2010 | A Thousand Suns                                          | Chester Bennington, Joe Hahn, Brad Delson, Rob Bourdon, Mike Shinoda, Dave Farrell                                                                          |                                                |
| Waiting for the End                             | 2010 | A Thousand Suns                                          | Chester Bennington, Joe Hahn, Brad Delson, Rob Bourdon, Mike Shinoda, Dave Farrell                                                                          |                                                |
| Blackout                                        | 2010 | A Thousand Suns                                          | Chester Bennington, Joe Hahn, Brad Delson, Rob Bourdon, Mike Shinoda, Dave Farrell                                                                          |                                                |
| Wretches and Kings                              | 2010 | A Thousand Suns                                          | Chester Bennington, Joe Hahn, Brad Delson, Rob Bourdon, Mike Shinoda, Dave Farrell                                                                          |                                                |
| Wisdom, Justice, and Love                       | 2010 | A Thousand Suns                                          | Chester Bennington, Joe Hahn, Brad Delson, Rob Bourdon, Mike Shinoda, Dave Farrell, Martin Luther King, Jr.                                                 |                                                |
| Iridescent                                      | 2010 | A Thousand Suns                                          | Chester Bennington, Joe Hahn, Brad Delson, Rob Bourdon, Mike Shinoda, Dave Farrell                                                                          |                                                |
| Fallout                                         | 2010 | A Thousand Suns                                          | Chester Bennington, Joe Hahn, Brad Delson, Rob Bourdon, Mike Shinoda, Dave Farrell                                                                          |                                                |
| The Catalyst                                    | 2010 | A Thousand Suns                                          | Chester Bennington, Joe Hahn, Brad Delson, Rob Bourdon, Mike Shinoda, Dave Farrell                                                                          |                                                |
| The Messenger                                   | 2010 | A Thousand Suns                                          | Chester Bennington, Joe Hahn, Brad Delson, Rob Bourdon, Mike Shinoda, Dave Farrell                                                                          |                                                |
| Blackbirds                                      | 2010 | A Thousand Suns                                          | Chester Bennington, Joe Hahn, Brad Delson, Rob Bourdon, Mike Shinoda, Dave Farrell                                                                          | Traccia bonus                                  |
| Unfortunate (Unreleased Demo 2002)              | 2010 | LP Underground X: Demos                                  | Chester Bennington, Joe Hahn, Brad Delson, Rob Bourdon, Mike Shinoda, Dave Farrell                                                                          |                                                |
| What We Don't Know (Unreleased Demo 2007)       | 2010 | LP Underground X: Demos                                  | Chester Bennington, Joe Hahn, Brad Delson, Rob Bourdon, Mike Shinoda, Dave Farrell                                                                          |                                                |
| I Have Not Begun (Unreleased Demo 2009)         | 2010 | LP Underground X: Demos                                  | Chester Bennington, Joe Hahn, Brad Delson, Rob Bourdon, Mike Shinoda, Dave Farrell                                                                          |                                                |
| Pale (Unreleased Demo 2006)                     | 2010 | LP Underground X: Demos                                  | Chester Bennington, Joe Hahn, Brad Delson, Rob Bourdon, Mike Shinoda, Dave Farrell                                                                          |                                                |
| Divided (Unreleased Demo 2005)                  | 2010 | LP Underground X: Demos                                  | Chester Bennington, Joe Hahn, Brad Delson, Rob Bourdon, Mike Shinoda, Dave Farrell                                                                          |                                                |
| Coal (Unreleased Demo 1997)                     | 2010 | LP Underground X: Demos                                  | Chester Bennington, Joe Hahn, Brad Delson, Rob Bourdon, Mike Shinoda, Dave Farrell                                                                          |                                                |
| Halo (Unreleased Demo 2002)                     | 2010 | LP Underground X: Demos                                  | Chester Bennington, Joe Hahn, Brad Delson, Rob Bourdon, Mike Shinoda, Dave Farrell                                                                          |                                                |
| Issho ni                                        | 2011 | Download to Donate: Tsunami Relief                       | Chester Bennington, Joe Hahn, Brad Delson, Rob Bourdon, Mike Shinoda, Dave Farrell                                                                          |                                                |
| YO (MTM Demo)                                   | 2011 | Underground Eleven                                       | Chester Bennington, Joe Hahn, Brad Delson, Rob Bourdon, Mike Shinoda, Dave Farrell                                                                          |                                                |
| Slip (1998 Unreleased Hybrid Theory Demo)       | 2011 | Underground Eleven                                       | Chester Bennington, Joe Hahn, Brad Delson, Rob Bourdon, Mike Shinoda, Dave Farrell, Mark Wakefield                                                          |                                                |
| Soundtrack (Meteora Demo)                       | 2011 | Underground Eleven                                       | Chester Bennington, Joe Hahn, Brad Delson, Rob Bourdon, Mike Shinoda, Dave Farrell                                                                          |                                                |
| Program (Meteora Demo)                          | 2011 | Underground Eleven                                       | Chester Bennington, Joe Hahn, Brad Delson, Rob Bourdon, Mike Shinoda, Dave Farrell                                                                          |                                                |
| Broken Foot (Meteora Demo)                      | 2011 | Underground Eleven                                       | Chester Bennington, Joe Hahn, Brad Delson, Rob Bourdon, Mike Shinoda, Dave Farrell                                                                          |                                                |
| Blue (1998 Unreleased Hybrid Theory Demo)       | 2011 | Underground Eleven                                       | Chester Bennington, Joe Hahn, Brad Delson, Rob Bourdon, Mike Shinoda, Dave Farrell                                                                          |                                                |
| Lost in the Echo                                | 2012 | Living Things                                            | Chester Bennington, Joe Hahn, Brad Delson, Rob Bourdon, Mike Shinoda, Dave Farrell                                                                          |                                                |
| In My Remains                                   | 2012 | Living Things                                            | Chester Bennington, Joe Hahn, Brad Delson, Rob Bourdon, Mike Shinoda, Dave Farrell                                                                          |                                                |
| Burn It Down                                    | 2012 | Living Things                                            | Chester Bennington, Joe Hahn, Brad Delson, Rob Bourdon, Mike Shinoda, Dave Farrell                                                                          |                                                |
| Lies Greed Misery                               | 2012 | Living Things                                            | Chester Bennington, Joe Hahn, Brad Delson, Rob Bourdon, Mike Shinoda, Dave Farrell                                                                          |                                                |
| I'll Be Gone                                    | 2012 | Living Things                                            | Chester Bennington, Joe Hahn, Brad Delson, Rob Bourdon, Mike Shinoda, Dave Farrell                                                                          |                                                |
| Castle of Glass                                 | 2012 | Living Things                                            | Chester Bennington, Joe Hahn, Brad Delson, Rob Bourdon, Mike Shinoda, Dave Farrell                                                                          |                                                |
| Victimized                                      | 2012 | Living Things                                            | Chester Bennington, Joe Hahn, Brad Delson, Rob Bourdon, Mike Shinoda, Dave Farrell                                                                          |                                                |
| Roads Untraveled                                | 2012 | Living Things                                            | Chester Bennington, Joe Hahn, Brad Delson, Rob Bourdon, Mike Shinoda, Dave Farrell                                                                          |                                                |
| Skin to Bone                                    | 2012 | Living Things                                            | Chester Bennington, Joe Hahn, Brad Delson, Rob Bourdon, Mike Shinoda, Dave Farrell                                                                          |                                                |
| Until It Breaks                                 | 2012 | Living Things                                            | Chester Bennington, Joe Hahn, Brad Delson, Rob Bourdon, Mike Shinoda, Dave Farrell                                                                          |                                                |
| Tinfoil                                         | 2012 | Living Things                                            | Chester Bennington, Joe Hahn, Brad Delson, Rob Bourdon, Mike Shinoda, Dave Farrell                                                                          |                                                |
| Powerless                                       | 2012 | Living Things                                            | Chester Bennington, Joe Hahn, Brad Delson, Rob Bourdon, Mike Shinoda, Dave Farrell                                                                          |                                                |
| Homecoming (Minutes to Midnight Demo)           | 2012 | Underground 12                                           | Chester Bennington, Joe Hahn, Brad Delson, Rob Bourdon, Mike Shinoda, Dave Farrell                                                                          |                                                |
| Clarity (Minutes to Midnight Demo)              | 2012 | Underground 12                                           | Chester Bennington, Joe Hahn, Brad Delson, Rob Bourdon, Mike Shinoda, Dave Farrell                                                                          |                                                |
| Asbestos (Minutes to Midnight Demo)             | 2012 | Underground 12                                           | Chester Bennington, Joe Hahn, Brad Delson, Rob Bourdon, Mike Shinoda, Dave Farrell                                                                          |                                                |
| Bunker (Minutes to Midnight Demo)               | 2012 | Underground 12                                           | Chester Bennington, Joe Hahn, Brad Delson, Rob Bourdon, Mike Shinoda, Dave Farrell                                                                          |                                                |
| So Far Away (Unreleased 1998)                   | 2012 | Underground 12                                           | Chester Bennington, Joe Hahn, Brad Delson, Rob Bourdon, Mike Shinoda, Dave Farrell                                                                          |                                                |
| Pepper (Meteora Demo)                           | 2012 | Underground 12                                           | Chester Bennington, Joe Hahn, Brad Delson, Rob Bourdon, Mike Shinoda, Dave Farrell                                                                          |                                                |
| Debris (Minutes to Midnight Demo)               | 2012 | Underground 12                                           | Chester Bennington, Joe Hahn, Brad Delson, Rob Bourdon, Mike Shinoda, Dave Farrell                                                                          |                                                |
| Ominous (Meteora Demo)                          | 2012 | Underground 12                                           | Chester Bennington, Joe Hahn, Brad Delson, Rob Bourdon, Mike Shinoda, Dave Farrell                                                                          |                                                |
| Complimentary                                   | 2012 | /                                                        | Mike Shinoda | pubblicato gratuitamente                       |
| A Light That Never Comes                        | 2013 | Recharged                                                | Chester Bennington, Joe Hahn, Brad Delson, Rob Bourdon, Mike Shinoda, Dave Farrell, Steve Aoki                                                              |                                                |
| Basquiat (2007 Demo)                            | 2013 | Underground XIII                                         | Chester Bennington, Joe Hahn, Brad Delson, Rob Bourdon, Mike Shinoda, Dave Farrell                                                                          |                                                |
| Holding Company (2011 Demo)                     | 2013 | Underground XIII                                         | Chester Bennington, Joe Hahn, Brad Delson, Rob Bourdon, Mike Shinoda, Dave Farrell                                                                          |                                                |
| Hemispheres (2011 Demo)                         | 2013 | Underground XIII                                         | Chester Bennington, Joe Hahn, Brad Delson, Rob Bourdon, Mike Shinoda, Dave Farrell                                                                          |                                                |
| Cumulus (2002 Demo)                             | 2013 | Underground XIII                                         | Chester Bennington, Joe Hahn, Brad Delson, Rob Bourdon, Mike Shinoda, Dave Farrell                                                                          |                                                |
| Universe (2006 Demo)                            | 2013 | Underground XIII                                         | Chester Bennington, Joe Hahn, Brad Delson, Rob Bourdon, Mike Shinoda, Dave Farrell                                                                          |                                                |
| Keys to the Kingdom                             | 2014 | The Hunting Party                                        | Chester Bennington, Joe Hahn, Brad Delson, Rob Bourdon, Mike Shinoda, Dave Farrell                                                                          |                                                |
| All for Nothing (feat. Page Hamilton)           | 2014 | The Hunting Party                                        | Chester Bennington, Joe Hahn, Brad Delson, Rob Bourdon, Mike Shinoda, Dave Farrell                                                                          |                                                |
| Guilty All the Same (feat. Rakim)               | 2014 | The Hunting Party                                        | Chester Bennington, Joe Hahn, Brad Delson, Rob Bourdon, Mike Shinoda, Dave Farrell, William Griffin                                                         |                                                |
| The Summoning                                   | 2014 | The Hunting Party                                        | Chester Bennington, Joe Hahn, Brad Delson, Rob Bourdon, Mike Shinoda, Dave Farrell                                                                          |                                                |
| War                                             | 2014 | The Hunting Party                                        | Chester Bennington, Joe Hahn, Brad Delson, Rob Bourdon, Mike Shinoda, Dave Farrell                                                                          |                                                |
| Wastelands                                      | 2014 | The Hunting Party                                        | Chester Bennington, Joe Hahn, Brad Delson, Rob Bourdon, Mike Shinoda, Dave Farrell                                                                          |                                                |
| Until It's Gone                                 | 2014 | The Hunting Party                                        | Chester Bennington, Joe Hahn, Brad Delson, Rob Bourdon, Mike Shinoda, Dave Farrell                                                                          |                                                |
| Rebellion (feat. Daron Malakian)                | 2014 | The Hunting Party                                        | Chester Bennington, Joe Hahn, Brad Delson, Rob Bourdon, Mike Shinoda, Dave Farrell, Daron Malakian                                                          |                                                |
| Mark the Graves                                 | 2014 | The Hunting Party                                        | Chester Bennington, Joe Hahn, Brad Delson, Rob Bourdon, Mike Shinoda, Dave Farrell                                                                          |                                                |
| Drawbar (feat. Tom Morello)                     | 2014 | The Hunting Party                                        | Chester Bennington, Joe Hahn, Brad Delson, Rob Bourdon, Mike Shinoda, Dave Farrell                                                                          |                                                |
| Final Masquerade                                | 2014 | The Hunting Party                                        | Chester Bennington, Joe Hahn, Brad Delson, Rob Bourdon, Mike Shinoda, Dave Farrell                                                                          |                                                |
| A Line in the Sand                              | 2014 | The Hunting Party                                        | Chester Bennington, Joe Hahn, Brad Delson, Rob Bourdon, Mike Shinoda, Dave Farrell                                                                          |                                                |
| Aubrey One (2009 Demo)                          | 2014 | Underground XIV                                          | Chester Bennington, Joe Hahn, Brad Delson, Rob Bourdon, Mike Shinoda, Dave Farrell                                                                          |                                                |
| Malathion+Tritonus (2008 Berlin Demo)           | 2014 | Underground XIV                                          | Chester Bennington, Joe Hahn, Brad Delson, Rob Bourdon, Mike Shinoda, Dave Farrell                                                                          |                                                |
| Berlin One, Version C (2009 Demo)               | 2014 | Underground XIV                                          | Chester Bennington, Joe Hahn, Brad Delson, Rob Bourdon, Mike Shinoda, Dave Farrell                                                                          |                                                |
| Blanka (2008 Demo)                              | 2014 | Underground XIV                                          | Chester Bennington, Joe Hahn, Brad Delson, Rob Bourdon, Mike Shinoda, Dave Farrell                                                                          |                                                |
| Heartburn (2007 Demo)                           | 2014 | Underground XIV                                          | Chester Bennington, Joe Hahn, Brad Delson, Rob Bourdon, Mike Shinoda, Dave Farrell                                                                          |                                                |
| Dave Sbeat feat. Joe (2009)                     | 2014 | Underground XIV                                          | Chester Bennington, Joe Hahn, Brad Delson, Rob Bourdon, Mike Shinoda, Dave Farrell                                                                          |                                                |
| Froctagon (2009 Demo)                           | 2014 | Underground XIV                                          | Chester Bennington, Joe Hahn, Brad Delson, Rob Bourdon, Mike Shinoda, Dave Farrell                                                                          |                                                |
| Rhinocerous (2002 Demo)                         | 2014 | Underground XIV                                          | Chester Bennington, Joe Hahn, Brad Delson, Rob Bourdon, Mike Shinoda, Dave Farrell                                                                          |                                                |
| After Canada (2005 Demo)                        | 2014 | Underground XIV                                          | Chester Bennington, Joe Hahn, Brad Delson, Rob Bourdon, Mike Shinoda, Dave Farrell                                                                          |                                                |
| Darker Than Blood                               | 2015 | Neon Future II                                           | Steve Aoki, Chester Bennington, Rob Bourdon, Brad Delson, Dave Farrell, Joe Hahn, Mike Shinoda                                                              |                                                |
| Animals (2011 Demo)                             | 2015 | Underground 15                                           | Chester Bennington, Joe Hahn, Brad Delson, Rob Bourdon, Mike Shinoda, Dave Farrell                                                                          |                                                |
| Basil (2008 Demo)                               | 2015 | Underground 15                                           | Chester Bennington, Joe Hahn, Brad Delson, Rob Bourdon, Mike Shinoda, Dave Farrell                                                                          |                                                |
| Pods 1 of 3 (1998 Demo)                         | 2015 | Underground 15                                           | Chester Bennington, Joe Hahn, Brad Delson, Rob Bourdon, Mike Shinoda, Dave Farrell                                                                          |                                                |
| Pods 2 of 3 (1998 Demo)                         | 2015 | Underground 15                                           | Chester Bennington, Joe Hahn, Brad Delson, Rob Bourdon, Mike Shinoda, Dave Farrell                                                                          |                                                |
| Pods 3 of 3 (1998 Demo)                         | 2015 | Underground 15                                           | Chester Bennington, Joe Hahn, Brad Delson, Rob Bourdon, Mike Shinoda, Dave Farrell                                                                          |                                                |
| Chance of Rain (2006 Demo)                      | 2015 | Underground 15                                           | Chester Bennington, Joe Hahn, Brad Delson, Rob Bourdon, Mike Shinoda, Dave Farrell                                                                          |                                                |
| TooLeGit (2010 Demo)                            | 2015 | /                                                        | Chester Bennington, Joe Hahn, Brad Delson, Rob Bourdon, Mike Shinoda, Dave Farrell                                                                          | regalato agli iscritti a LPU nel dicembre 2015 |
| Grudgematch (2009 Demo)                         | 2016 | /                                                        | Chester Bennington, Joe Hahn, Brad Delson, Rob Bourdon, Mike Shinoda, Dave Farrell                                                                          | regalato agli iscritti a LPU nel febbraio 2016 |
| Hurry (1999 Demo)                               | 2016 | /                                                        | Chester Bennington, Joe Hahn, Brad Delson, Rob Bourdon, Mike Shinoda, Dave Farrell                                                                          | regalato agli iscritti a LPU nell'aprile 2016  |
| Things in My Jeep                               | 2016 | Popstar: Never Stop Never Stopping - Official Soundtrack | Andy Samberg, Akiva Schaffer, Jorma Taccone Derek Allen, Maestro Harrell                                                                                    |                                                |
| Grr (1999 Demo)                                 | 2016 | /                                                        | Chester Bennington, Joe Hahn, Brad Delson, Rob Bourdon, Mike Shinoda, Dave Farrell                                                                          | regalato agli iscritti a LPU nel giugno 2016   |
| Attached (2003 Demo)                            | 2016 | /                                                        | Chester Bennington, Joe Hahn, Brad Delson, Rob Bourdon, Mike Shinoda, Dave Farrell                                                                          | regalato agli iscritti a LPU nell'agosto 2016  |
| Can't Hurt Me (2014 Demo)                       | 2016 | Underground Sixteen                                      | Chester Bennington, Joe Hahn, Brad Delson, Rob Bourdon, Mike Shinoda, Dave Farrell                                                                          |                                                |
| Dark Crystal (2015 Demo)                        | 2016 | Underground Sixteen                                      | Chester Bennington, Joe Hahn, Brad Delson, Rob Bourdon, Mike Shinoda, Dave Farrell                                                                          |                                                |
| Air Force One (2015 Demo)                       | 2016 | Underground Sixteen                                      | Chester Bennington, Joe Hahn, Brad Delson, Rob Bourdon, Mike Shinoda, Dave Farrell                                                                          |                                                |
| Consequence A (2010 Demo)                       | 2016 | Underground Sixteen                                      | Chester Bennington, Joe Hahn, Brad Delson, Rob Bourdon, Mike Shinoda, Dave Farrell                                                                          |                                                |
| Consequence B (2010 Demo)                       | 2016 | Underground Sixteen                                      | Chester Bennington, Joe Hahn, Brad Delson, Rob Bourdon, Mike Shinoda, Dave Farrell                                                                          |                                                |
| Burberry (2015 Demo)                            | 2016 | Underground Sixteen                                      | Chester Bennington, Joe Hahn, Brad Delson, Rob Bourdon, Mike Shinoda, Dave Farrell                                                                          |                                                |
| Symphonies of Light Reprise (2010 Demo)         | 2016 | Underground Sixteen                                      | Chester Bennington, Joe Hahn, Brad Delson, Rob Bourdon, Mike Shinoda, Dave Farrell                                                                          |                                                |
| Nobody Can Save Me                              | 2017 | One More Light                                           | Mike Shinoda, Brad Delson, Jon Green |                                                |
| Good Goodbye (feat. Pusha T & Stormzy)          | 2017 | One More Light                                           | Mike Shinoda, Brad Delson, Jesse Shatkin, Terrence Thornton, Michael Omari                                                                                  |                                                |
| Talking to Myself                               | 2017 | One More Light                                           | Mike Shinoda, Brad Delson Ilsey Juber, JR Rotem |                                                |
| Battle Symphony                                 | 2017 | One More Light                                           | Mike Shinoda, Brad Delson, Jon Green |                                                |
| Invisible                                       | 2017 | One More Light                                           | Mike Shinoda, Justin Parker |                                                |
| Heavy (feat. Kiiara)                            | 2017 | One More Light                                           | Mike Shinioda, Brad Delson, Chester Bennington Julia Michaels, Justin Tranter                                                                               |                                                |
| Sorry for Now                                   | 2017 | One More Light                                           | Mike Shinoda |                                                |
| Halfway Right                                   | 2017 | One More Light                                           | Mike Shinoda, Brad Delson Chester Bennington, Ross Golan |                                                |
| One More Light                                  | 2017 | One More Light                                           | Mike Shinoda, Francis White |                                                |
| Sharp Edges                                     | 2017 | One More Light                                           | Mike Shinoda, Brad Delson, Ilsey Juber |                                                |
| Darker Than the Light That Never Bleeds         | 2017 | /                                                        | Chester Bennington, Joe Hahn, Brad Delson, Rob Bourdon, Mike Shinoda, Dave Farrell, Steve Aoki                                                              |                                                |
| Pictureboard (Demo)                             | 2020 | Hybrid Theory (20th Anniversary Edition)                 | Mike Shinoda, Brad Delson, Joe Hahn, Mark Wakefield, Barry White                                                                                            |                                                |
| Could Have Been (Demo)                          | 2020 | Hybrid Theory (20th Anniversary Edition)                 | Chester Bennington, Joe Hahn, Brad Delson, Rob Bourdon, Mike Shinoda, Dave Farrell                                                                          |                                                |
| Lost                                            | 2023 | Meteora (20th Anniversary Edition)                       | Chester Bennington, Joe Hahn, Brad Delson, Rob Bourdon, Mike Shinoda, Dave Farrell                                                                          |                                                |
| Fighting Myself                                 | 2023 | Meteora (20th Anniversary Edition)                       | Chester Bennington, Joe Hahn, Brad Delson, Rob Bourdon, Mike Shinoda, Dave Farrell                                                                          |                                                |
| More the Victim                                 | 2023 | Meteora (20th Anniversary Edition)                       | Chester Bennington, Joe Hahn, Brad Delson, Rob Bourdon, Mike Shinoda, Dave Farrell                                                                          | Rifacimento di Cumulus                         |
| Massive                                         | 2023 | Meteora (20th Anniversary Edition)                       | Chester Bennington, Joe Hahn, Brad Delson, Rob Bourdon, Mike Shinoda, Dave Farrell                                                                          |                                                |
| Healing Foot                                    | 2023 | Meteora (20th Anniversary Edition)                       | Chester Bennington, Joe Hahn, Brad Delson, Rob Bourdon, Mike Shinoda, Dave Farrell                                                                          |                                                |
| Wesside                                         | 2023 | Meteora (20th Anniversary Edition)                       | Chester Bennington, Joe Hahn, Brad Delson, Rob Bourdon, Mike Shinoda, Dave Farrell                                                                          |                                                |
| Resolution                                      | 2023 | Meteora (20th Anniversary Edition)                       | Chester Bennington, Joe Hahn, Brad Delson, Rob Bourdon, Mike Shinoda, Dave Farrell                                                                          | Versione completa di The Wizard Song           |
| Friendly Fire                                   | 2024 | Papercuts - Singles Collection 2000-2023                 | Mike Shinoda, Brad Delson, Jon Green |                                                |
| From Zero                                       | 2024 | From Zero                                                | Mike Shinoda, Brad Delson, Dave Farrell, Joe Hahn, Emily Armstrong, Colin Brittain                                                                          |                                                |
| The Emptiness Machine                           | 2024 | From Zero                                                | Mike Shinoda, Brad Delson, Dave Farrell, Joe Hahn, Emily Armstrong, Colin Brittain                                                                          |                                                |
| Cut the Bridge                                  | 2024 | From Zero                                                | Mike Shinoda, Brad Delson, Dave Farrell, Joe Hahn, Emily Armstrong, Colin Brittain, Nick Long, Bea Miller                                                   |                                                |
| Heavy Is the Crown                              | 2024 | From Zero                                                | Mike Shinoda, Brad Delson, Dave Farrell, Joe Hahn, Emily Armstrong, Colin Brittain, Mike Elizondo                                                           |                                                |
| Over Each Other                                 | 2024 | From Zero                                                | Mike Shinoda, Brad Delson, Dave Farrell, Joe Hahn, Emily Armstrong, Colin Brittain, Matias Mora                                                             |                                                |
| Casualty                                        | 2024 | From Zero                                                | Mike Shinoda, Brad Delson, Dave Farrell, Joe Hahn, Emily Armstrong, Colin Brittain                                                                          |                                                |
| Overflow                                        | 2024 | From Zero                                                | Mike Shinoda, Brad Delson, Dave Farrell, Joe Hahn, Emily Armstrong, Colin Brittain, Jaten Dimsdale, Mike Elizondo, Jake Torrey                              |                                                |
| Two Faced                                       | 2024 | From Zero                                                | Mike Shinoda, Brad Delson, Dave Farrell, Joe Hahn, Emily Armstrong, Colin Brittain                                                                          |                                                |
| Stained                                         | 2024 | From Zero                                                | Mike Shinoda, Brad Delson, Dave Farrell, Joe Hahn, Emily Armstrong, Colin Brittain, Cal Shapiro                                                             |                                                |
| IGYEIH                                          | 2024 | From Zero                                                | Mike Shinoda, Brad Delson, Dave Farrell, Joe Hahn, Emily Armstrong, Colin Brittain, Nick Long                                                               |                                                |
| Good Things Go                                  | 2024 | From Zero                                                | Mike Shinoda, Brad Delson, Dave Farrell, Joe Hahn, Emily Armstrong, Colin Brittain, Jake Torrey                                                             |                                                |
| Up from the Bottom                              | 2025 | From Zero (Deluxe Edition)                               | Mike Shinoda, Brad Delson, Dave Farrell, Joe Hahn, Emily Armstrong, Colin Brittain                                                                          |                                                |
| Unshatter                                       | 2025 | From Zero (Deluxe Edition)                               | Mike Shinoda, Brad Delson, Dave Farrell, Joe Hahn, Emily Armstrong, Colin Brittain, Jake Torrey                                                             |                                                |
| Let You Fade                                    | 2025 | From Zero (Deluxe Edition)                               | Mike Shinoda, Brad Delson, Dave Farrell, Joe Hahn, Emily Armstrong, Colin Brittain Elijah Noll                                                              |                                                |